# Druzjkivka
Druzjkivka (ukrainska: Дружківка uttal (fil)), är en stad i Donetsk oblast i Ukraina.
Under de proryska protesterna i Ukraina 2014 intogs staden av proryska rebeller.